# John Charles McCorkill
John Charles James Sarsfield McCorkill, né le 31 août 1854 à Farnham et mort le 10 mars 1920 à Québec, est un avocat et homme politique québécois.